# Левитский, Владимир Фавстович
Владимир Фавстович Левитский (1854—1939) — учёный-экономист, профессор, доктор экономических наук (1899), академик Всеукраинской академии наук (ВУАН).

## Биография
Родился 6 (18) июня 1854 года в семье священника в селе Старостинец (Сквирский уезд Киевской губернии, ныне — Сквирский район Киевской области Украины).
Из 4-го (философского класса) Киевской духовной семинарии в 1874 году он поступил на физико-математический факультет Новороссийского университета в Одессе; затем перешёл на юридический факультет, который окончил в 1878 году со степенью кандидата за сочинение «О народном кредите в России». За чтение запрещенной литературы находился под негласным надзором полиции.
В 1877—1878 годах читал лекции в одесском кружке, устроенном лавристами; был арестован 18 ноября 1878 года и заключён в Одесскую тюрьму, но через несколько дней освобождён. Предназначался к административной высылке из Одессы. В 1878—1881 годах работал помощником присяжного поверенного.
В 1881—1883 годах находился за границей, где занимался экономическими науками в Берлинском и Гейдельбергском университетах. В 1882 году посещал экономический семинар профессора Шмоллера в Берлине.
В 1884 году сдал в Московском университете экзамен на степень магистра политической экономии и 11 марта 1885 года после защиты диcсертации «pro venia legend» — «Вопрос о методе политической экономии в новейшей Германской литературе» в Демидовском юридическом лицее, был избран приват-доцентом политической экономии лицея и разделял в течение трёх лет преподавание этого предмета с профессором А. А. Исаевым.
В 1890 года за диссертацию «Задачи и методы науки о народном хозяйстве» получил в Московском университете степень магистра политической экономии и статистики и стал исполнять в Демидовском лицее должность экстраординарного профессора по кафедре политической экономии и финансового права.
С 19 августа 1893 года занял, освободившуюся после смерти К. К. Гаттенбергера, кафедру полицейского права Харьковского университета. В 1899 году защитил в Московском университете докторскую диссертацию «Сельскохозяйственный кризис во Франции (1862—1892)» и был назначен ординарным профессором; с 16 января 1902 года — ординарный профессор на кафедре политической экономии и статистики. Работал в университете до 1917 года. Был по совместительству преподавателем истории политической экономии на Высших харьковских коммерческих курсах.
С августа 1914 года он был гласным Харьковской городской думы.
С декабря 1919 по май (июль?) 1920 — В. Ф. Левитский исполнял обязанности ректора Харьковского университета[уточнить].
В 1920—1931 годах был профессором Харьковского сельскохозяйственного института; в 1924—1926 года преподавал курс экономики сельского хозяйства.
В марте 1925 года он был избран академиком ВУАН по кафедре истории народного хозяйства. В этот период он исследовал вопросы истории народного хозяйства Древнего мира.
Умер 26 октября 1939 года.